# Chamaetylas poliocephala
Chamaetylas poliocephala là một loài chim trong họ Muscicapidae.
Loài chim này được tìm thấy trong Angola, Burundi, Cameroon, Cộng hòa Trung Phi, Cộng hòa Congo, Cộng hòa Dân chủ Congo, Guinea Xích Đạo, Gabon, Ghana, Guinea, Bờ Biển Ngà, Kenya, Liberia, Nigeria, Rwanda, Sierra Leone, Nam Sudan, Tanzania và Uganda.
Môi trường sống tự nhiên của loài chim này là rừng nhiệt đới ẩm nhiệt đới hoặc cận nhiệt đới và ẩm nhiệt đới hoặc cận nhiệt đới rừng montane.